# نورمان روكويل
نورمان روكويل (بالإنجليزية: Norman Rockwell)‏ (3 فبراير 1894 في نيويورك - 8 نوفمبر 1978 في ماساتشوستس) كان رساماً أمريكياً.

## نشأته وحياته المهنية
يعتبر نورمان أحد أعظم الفنانين وأكثرهم حبا في الولايات المتحدة الأمريكية والذي ولد داخل شقة والديه اللذان كانا يسكنا في أعالي الجانب الغربي من مانهاتن، وهو النجل الثاني لجارفيس ارنج رجل الأعمال الأمريكي وزوجته آن ماري هيل روكويل.
أظهر نورمان براعة مواهبه منذ نعومة الطفولة، وفي الواقع لاحظت والدته أول رسوماته من سفن حربية خلال اندلاع الحرب الأسبانية الأمريكية والتي كانت تعصف في تلك الحقبة.
تمتع والده بالحس الأدبي وكان يقرأ مؤلفات عديدة، خاصة أعمال وروايات المؤلف تشارلز ديكنز الكلاسيكية. أما الشاب نورمان فكان يستمع باهتمام ويرسم الشخصيات في حين أن والده يقرأ تلك القصص والروايات أمامه بصوت عال.
ولحبه وولعه بهذا الفن الجميل، التحق روكويل -خلال دراسته الثانوية- بمدرسة تشيس للفنون التطبيقية التي كانت تفتح أبوبها يوما الأربعاء والسبت. وفي عامه الأخير في الثانوية قرر التوقف واصفا الدراسة بأنها "مرحلة قاسية"، والتحق بالأكاديمية الوطنية للتصميم والتي تؤهله إلى الالتحاق بجامعة الفن. وكان له ما أراد في عام 1910.
فيما بعد أصبحت رسوماته ومع نضوج أعماله وانتشارها وتداولها بين العامة، أصبحت تظهر في بطاقات أعياد الميلاد والمناسبات الأمريكية الرسمية. وعرض عليه منصب مدير لمجلة تهتم بنشر كل ماهو متعلق بالكشافة الأمريكية وقبل به.

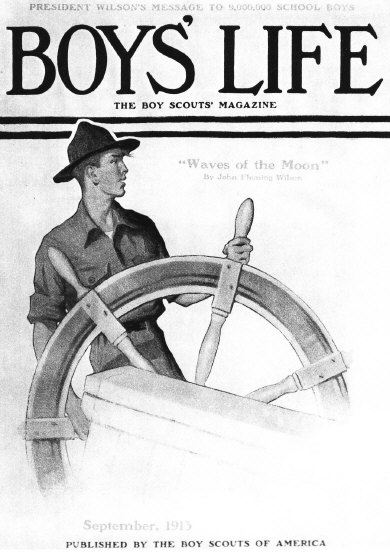
إحدى رسومات نورمان روكويل

إن روكويل هو فنان الشعب الأمريكي في القرن العشرين بلا منازع، انتهج أسلوبا سهلا ميسرا في تسجيل خواطره ومشاهداته وآرائه، وقد تربع على عرش هذا التخصص الفني الجماهيري، الذي يعرف باسم الـ( Illustration) ويعني بالصورة التوضيحية المطبوعة المنفذة ــ غالبا ــ بأسلوب واقعي مدروس.
و كلما اكتملت فيه القواعد الفنية والكفاءة العالمية، كلما صار ابداعا يتمتع بكافة الخواص الفنية الراقية، بل ربما وصل إلى مرتبة الفن المتحفي الرفيع كما هو الحال في أعمال نورمان روكويل، حيث ينفذ لوحاته مكبرة بالألوان الزيتية على أكمل ما يكون الفن الجميل.
و قد بلغ الفنان أوج تألقه في الخمسينات والستينات، حيث كانت لوحاته التي احتكرتها آنذاك مجلة The Saturday Evening Post ومجلة Look العالميتان، تنفذ مكبرة، لتطبع بالملايين على أغلفتها، ثم تتناولها عدة جهات فنية وإعلامية أخرى في نفس الوقت لتنشرها في ملصقات ومجلدات وكتب وبطاقات وفي أغراض كثيرة أخرى. ثم يأتي دور المؤسسات المتخصصة في طبع اللوحات المتحفية، فتطبع من أعمال روكويل ملايين أخرى توزعها في شتى أنحاء المعمورة.
و تتميز أعمال روكويل بأنها كاللقطات الواعية البارعة.. أو كالحكم والأمثال الشعبية، سهلة المبنى عميقة المغزى والمعنى.
زاول روكويل مهنته لخمسين عاما. وتوفي في الثامن من نوفمبر عام 1978م مخلفا ورائه إرثا فنيا غير قابل للنسيان.

## شرح لأشهر رسوماته
Girl At The Mirror وهي إحدى لوحاته الشهيرة، وقد نشرت لأول مرة على غلاف مجلة (بوست) في السادس من مارس عام 1945:
فتاة بين الطفولة والشباب، تجلس أمام مرآتها وقد وضعت على ركبتيها إحدى المجلات الفنية، وقذفت عروستها التي طالما شاركتها مهدها.. وأخذت تتأمل المرآة في حوار صامت مع الأطياف والأحلام والآمال الوردية.. ولسان حالها يقول: لندع دمية الطفولة جانبا.. فقد كبرت، وربما أصبحت نجمة شهيرة كهذه التي تحتل صفحات المجلة.. إنه تأمل مشوب بالتفاؤل والرضى، فقسماتها واتساق ملامحها وجاذبيتها المبكرة.. توحي لها بهذه الثقة.. وكأنها تستحثنا نحن كذلك لكي نتأمل صورتها الوادعة في مرآتها الصافية ونشاركها أحلامها وأمالها المتفائلة!

## بعض أعماله
Sunset
Shiner
April Fool Girl with Shopkeeper
The Connoiseur
Retribution
But wait til next week
A Pilgrims Progress
Triple self
Choosin Up
Prom Dress
Soda Fountain

## روابط خارجية
- نورمان روكويل على موقع IMDb (الإنجليزية)
- نورمان روكويل على موقع الموسوعة البريطانية (الإنجليزية)
- نورمان روكويل على موقع إن إن دي بي (الإنجليزية)
- نورمان روكويل على موقع ديسكوغز (الإنجليزية)
- نورمان روكويل على موقع قاعدة بيانات الفيلم (الإنجليزية)